# Semiothisa irrorata
Semiothisa irrorata är en fjärilsart som beskrevs av Butler 1879. Semiothisa irrorata ingår i släktet Semiothisa och familjen mätare. Inga underarter finns listade i Catalogue of Life.